# Louis Mathieu Molé
Louis Mathieu Molé (ur. 24 stycznia 1781 w Paryżu, zm. 23 listopada 1855 w Epinay-Champlâtreux) – francuski polityk, premier Francji (1836–1839).

## Życiorys
W 1806 został mianowany przez Napoleona rewidentem Rady Stanu, a w 1813 został ministrem sprawiedliwości. Podczas restauracji Burbonów 1817–1818 był ministrem marynarki wojennej, jednak potem przeszedł do opozycji wobec reżimu, po rewolucji lipcowej 1836–1839 był premierem i ministrem spraw zagranicznych. Jego ministerstwo umocniło francuską kontrolę nad Algierią i osiągnęło zadowalające rozwiązanie w kwestii belgijskiej, jednocześnie jednak było krytykowane jako będące wyrazicielem woli króla, co przyczyniło się do dymisji premiera, który jednak pozostał w Izbie Deputowanych. Podczas rewolucji 1848 król ponownie poprosił go o utworzenie rządu, co jednak się nie udało. W latach 1848–1851 był prawicowym deputowanym do Zgromadzenia Ustawodawczego, jednak po zamachu stanu z 2 grudnia 1851 wycofał się z życia politycznego.